# 13 Korpus Armijny (Ukraina)
13 Korpus Armijny – związek operacyjny armii ukraińskiej ze sztabem i dowództwem w Równem.

## Skład w sierpniu 2014
- 24 Brygada Zmechanizowana (Jaworów)
- 51 Brygada Zmechanizowana (Włodzimierz Wołyński)
- 128 Brygada Zmechanizowana (Mukaczewo)
- 11 Brygada Artylerii (Tarnopol)
- 7 Pułk Lotniczy (Nowy Kalinów)